# Fototropie
Fototropie is een biologisch verschijnsel, waarbij een organisme op de uitwendige lichtprikkel reageert. Dit verschijnsel is vooral op te merken bij planten. 
Fototropie komt in positieve en negatieve zin voor. Stengels, bladeren en andere onderdelen van planten waar fotosynthese plaatsvindt groeien naar het licht toe (positief), maar wortels groeien van het licht af (negatief), al heeft geotropie een grotere invloed.

## Werking groeireactie

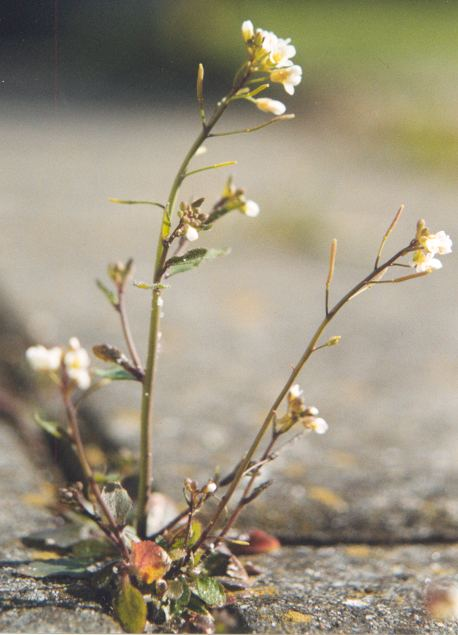
Zandraket (Arabidopsis thaliana) met kromming

Een plant heeft verschillende fotoreceptoren, waarmee hij lichtstralen opvangt. Onderzoek naar de spectrale gevoeligheid van de plant wijst uit dat vooral de lagere golflengten van blauw en ultraviolet licht een reactie tot gevolg hebben. De verantwoordelijke receptoren hiervoor zijn de fototropinen en de cryptochromen. In mindere mate zorgt ook rood licht, wat opgevangen wordt door fytochromen, voor een reactie.
Onder invloed van signalen van de receptoren wordt het plantenhormoon auxine (IAA - indolazijnzuur) uit de groeitoppen, waar de synthese van dit hormoon plaatsvindt, naar beneden getransporteerd. Bij eenzijdige belichting van een plant verkrijgt de schaduwzijde meer auxine dan de belichte zijde, waardoor er meer groei en strekking aan de schaduwzijde plaatsvindt en de plant kromming krijgt. Wortels reageren precies andersom op de hoeveelheid auxine.
Verder schijnt de kromming vooral te ontstaan na een reactie in de groeitoppen van een plant, waarvandaan auxine immers ook getransporteerd wordt, maar onder invloed van ultraviolette stralingsenergie in grotere mate kan ook een zogenaamde basisreactie plaatsvinden in lagere delen van de stengel, die resulteert in een kromming over de gehele lengte. Deze is echter wel minder groot.

## Fototropische reactie bladgroenkorrel
Sommige fototropische effecten zijn niet op het eerste gezicht te zien. In een plantencel bewegen chloroplasten naar de rand van de cel als er weinig lichtintensiteit is en verwijderen ze zich van de rand bij te veel licht om bleking te voorkomen. Dit is tevens een voorbeeld van een fototropische reactie die niet met groei te maken heeft.